# Banda de lluvia

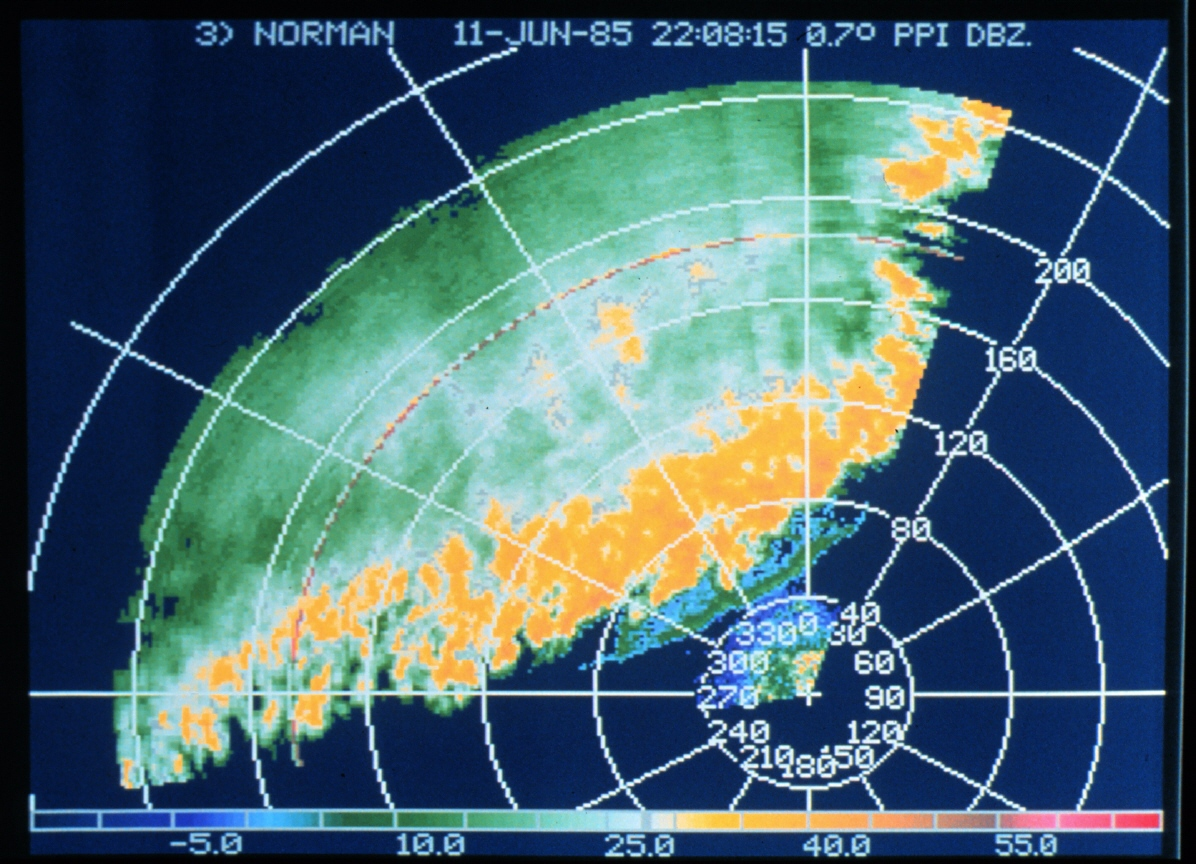
Banda de tormentas vistas en una pantalla de radar meteorológico

Una banda de lluvia es una estructura de nubes y precipitaciones asociada con un área de lluvia que es significativamente alargada. Las bandas de lluvia pueden ser estratiformes o convectivas, y se generan por diferencias de temperatura. Cuando se observa en las imágenes del radar meteorológico, este alargamiento de la precipitación se denomina estructura en bandas. Las bandas de lluvia dentro de los ciclones tropicales tienen una orientación curva. Las bandas de lluvia de ciclones tropicales contienen aguaceros y tormentas eléctricas que, junto con la pared del ojo y el ojo, constituyen un huracán o tormenta tropical. La extensión de las bandas de lluvia alrededor de un ciclón tropical puede ayudar a determinar la intensidad del ciclón.
Las bandas de lluvia que se generan cerca y delante de los frentes fríos pueden ser líneas de turbonada que pueden producir tornados. Las bandas de lluvia asociadas con frentes fríos pueden ser deformadas por barreras montañosas perpendiculares a la orientación del frente debido a la formación de un chorro de barrera de bajo nivel. Se pueden formar bandas de tormentas eléctricas con límites de brisa marina y brisa terrestre, si hay suficiente humedad. Si las bandas de lluvia de brisa marina se activan lo suficiente justo antes de un frente frío, pueden enmascarar la ubicación del propio frente frío. Las bandas dentro del patrón de precipitación del encabezado de coma de un ciclón extratropical pueden producir cantidades significativas de lluvia o nieve. Detrás de los ciclones extratropicales, se pueden formar bandas de lluvia a favor del viento en masas de agua relativamente cálidas, como los Grandes Lagos. Si la atmósfera es lo suficientemente fría, estas bandas de lluvia pueden producir fuertes nevadas.